# Cmentarz żydowski w Głowaczowie
Cmentarz żydowski w Głowaczowie – jest położony w południowej części miejscowości przy drodze do Bobrownik. Ma powierzchnię 0,63 ha. Został założony w XVIII wieku. Ostatni pochówek miał mieć miejsce w 1942 r. W czasie wojny Niemcy zdewastowali cmentarz. Obecnie brak na nim jakichkolwiek macew. Zachowały się resztki murowanego ogrodzenia.